# Puente de mesa
Un puente de mesa (en inglés: table bridge) es un puente móvil en el que se mueve el tablero a lo largo de unos ejes verticales mediante la acción de pilares hidráulicos situados bajo el puente que elevan la calzada para permitir el tráfico de barcos que pasan bajo él. A diferencia de un puente levadizo, en que el tablero se desplaza hacia arriba a lo largo de torres, el tablero de un puente de mesa es empujado hacia arriba por pilares que cuando no está elevado están ocultos. El nombre proviene del hecho de que cuando se eleva se asemeja a una mesa. 
El espacio total requerido por un puente de mesa no es mayor que el propio tablero del puente, lo que no es el caso de un puente retráctil. Y a diferencia de un puente levadizo este tipo de puente tiene un impacto visual muy pequeño en su entorno cuando está cerrado para su uso por el tráfico rodado. Esto se puede ver claramente en el Pont levant Notre Dame de Tournai (Bélgica).

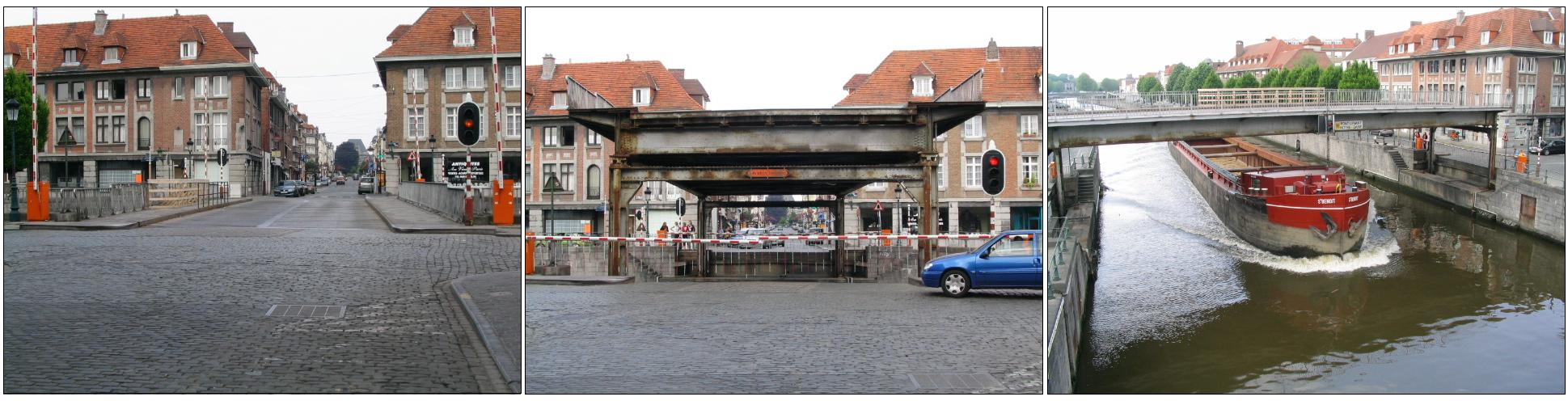
Pont levant Notre Dame de Tournai (Bélgica. Izquierda: Mirando a través del puente que cruza el río Escalda (en frente la primera fila de edificios); centro: Vista desde el mismo punto cuando el puente está elevado; derecha: vista del río canalizado cuando pasa una barcaza.